# عین شیخ، الجزایر
عین شیخ یک منطقهٔ مسکونی در الجزایر است که در ناحیه المغیر واقع شده‌است. عین شیخ ۱ متر بالاتر از سطح دریا واقع شده‌است.